# Ciaran Clark
Ciaran Clark (ur. 26 września 1989 w Harrow) – irlandzki piłkarz angielskiego pochodzenia występujący na pozycji obrońcy w angielskim klubie Stoke City oraz w reprezentacji Irlandii.

## Kariera klubowa
Clark treningi rozpoczął w wieku 11 lat w 2000 roku w Aston Villi. Został kapitanem akademii piłkarskiej do lat 18. W 2009 roku został włączony do jej pierwszej drużyny, grającej w Premier League. W tych rozgrywkach zadebiutował 30 sierpnia 2009 roku w wygranym 2:0 pojedynku z Fulham. Było to jednocześnie jedyne spotkanie rozegrane przez niego w sezonie 2009/2010. W następnym sezonie zaczął częściej grać w składzie Aston Villi. 27 listopada 2010 roku w przegranym 2:4 spotkaniu z Arsenalem strzelił 2 gole, które były jednocześnie jego pierwszymi w Premier League.

## Kariera reprezentacyjna
Clark jest byłym reprezentantem Anglii U-17, U-18, U-19 oraz U-20. W 2011 roku zdecydował się na grę w reprezentacji Irlandii. Zadebiutował w niej 8 lutego 2011 roku w wygranym 3:0 towarzyskim meczu z Walią, a pierwszego gola strzelił 6 lutego 2013 w wygranym 2:0 meczu z Polską.